# HPL Engine
HPL Engine (сокращённо HPL) — игровой движок, разработанный компанией Frictional Games специально для использования в собственных проектах. Характерной частью движка является органично интегрированный физический движок Newton Game Dynamics. 14 мая 2010 года первая версия (HPL1 Engine) выпущена под свободной лицензией GNU GPL. Название движка происходит от инициалов Говарда Филлипса Лавкрафта (Howard Phillips Lovecraft — HPL).

## История разработки
Первоначально движок был разработан как студенческий проект. В 2006 году на его основе выпущена Penumbra Tech Demo — технологическое демо, представляющее собой короткую хоррор-игру, по игровому процессу и началу похожей на будущую коммерческую Penumbra: Overture.
Будучи представленным публике посредством свободного доступа к сборке и демонстраций на различных конференциях, это демо стало на короткое время довольно обсуждаемым объектом в ряде игровых ресурсов. Также благодаря этому молодая компания подписала контракт с издателем Lexicon Entertainment и обрела возможность выпустить коммерческий продукт — игру, развивающей сюжет технодемо.
Первая версия движка использовалась при создании всей серии Penumbra, которая состоит из трёх отдельных игр. Во второй версии была серьёзно обновлена графическая подсистема. Единственными играми, использующими вторую версию движка, являются «Amnesia: The Dark Descent» и «Amnesia: A Machine for Pigs».
После успеха продаваемого по свободной цене сборника инди-игр Humble Indie Bundle, в котором присутствовала Penumbra: Overture, было решено выпустить весь исходный код игр под свободной лицензией (кроме World of Goo). 14 мая 2010 года Frictional Games открыла код своего игрового движка и Penumbra: Overture.

Мы говорили о выпуске кода движка и игры под Open Source в течение довольно долгого времени. С успехом Humble Indie Bundle возникла прекрасная возможность, и мы решили присоединиться к другим играм в открытии кода. Хотя код для игры и движка разрабатывался несколько лет, он даже сегодня не используется активно. В основном, он просто гниёт в тёмных уголках наших жёстких дисков. Движок будет чувствовать себя намного лучше в открытой местности, где он имеет возможность расти и делать что-нибудь хорошее. Я надеюсь, что он будет полезным, и я очень рад видеть, что люди могут сделать с ним!
Оригинальный текст (англ.)We have been talking about releasing the engine and game code as open source for quite some time. With the success of the Humble Indie Bundle came the perfect opportunity and we decided to join the other games in releasing our code. Although the code for the game and engine encompass several years of work, it is not actively used today. It was basically just rotting away in the dark corners of our hard drives. It feels much better to have it published in the open, where it has a chance to grow and do some good. I hope that it will be found useful and I am excited to see what people can do with it!
— Томас Грип, программист студии и основатель

## Технические характеристики
HPL Engine специально создан для игр в жанре ужасов, поэтому его возможности были специально адаптированы под специфику жанра. Движок использует техники Bump mapping, Normal mapping, динамические стенсильные тени. Поддерживаются такие пост-эффекты, как шум, motion blur, bloom и т. д. Все версии движка кроссплатформенны — поддерживают Windows, GNU/Linux и Mac OS X.
Важной частью HPL Engine является физический движок. В качестве физического движка используется Newton Game Dynamics. Благодаря особенностям данного физического движка в играх серии «Penumbra» присутствует довольно реалистичная симуляция физики, в частности, проработанное взаимодействие физических объектов с игроком. В игре можно взять любой доступный предмет в руки, вращать его «в руке», носить и класть под нужным углом. Можно делать неполные действия с объектами — можно только приоткрыть дверь, для этого надо не просто кликнуть на вещь, а удерживая мышкой и, делая им естественные движения, перемещать в пространстве или вращать вокруг оси определённую вещь.

### HPL2 Engine
Во второй версии игрового движка была обновлена физическая часть и вместе с ним модель взаимодействия. Графическая часть изменена на более современную, которая стала поддерживать ambient occlusion, proper deals, систему динамического отбора и отражающие водные поверхности. В отличие от предыдущей серии, где система динамического отбора (англ. dynamic culling system) отсутствовала, тем и заставляла художников создавать уровни в строго отведённых рамках, эта функция добавилась во вторую версию движка. Эта система берёт полностью на себя ответственность за визуализацию архитектуры — делает все невидимые объекты необрабатываемыми движком, что сильно улучшает производительность. Стенсильные тени выброшены за ресурсоёмкость, вместо них используются «мягкие» карты теней. Вся итоговая графика рендерится с помощью OpenGL, а аудио обрабатывается OpenAL. Кроме улучшения качества графики, были введены возможности свободного модифицирования игровых ресурсов, создания новых карт и сценариев.

### HPL3 Engine
Третья версия движка разрабатывалась вместе с игрой SOMA. Важнейшими нововведениями стали:
- глобальное освещение уровня с тенями в реальном времени;
- поддержка открытых пространств;
- движок генерации и построения ландшафта, способный также отображать очень далёкие сцены (LOD).[6]

## Игры, использующие HPL Engine
| Год  | Название                    | Игровой движок |
| ---- | --------------------------- | -------------- |
| 2007 | Penumbra: Overture          | HPL1 Engine    |
| 2008 | Penumbra: Black Plague      | HPL1 Engine    |
| 2008 | Penumbra: Requiem           | HPL1 Engine    |
| 2010 | Amnesia: The Dark Descent   | HPL2 Engine    |
| 2013 | Amnesia: A Machine for Pigs | HPL2.5 Engine  |
| 2015 | SOMA                        | HPL3 Engine    |
| 2020 | Amnesia: Rebirth            | HPL3.5 Engine  |
| 2023 | Amnesia: The Bunker         | HPL3.5 Engine  |